# Jim McFadden
Pour les articles homonymes, voir McFadden.
Jim McFadden, né le 15 avril 1920 à Belfast en Irlande du Nord, mort le 22 août 2002, est un joueur professionnel de hockey sur glace. 

## Carrière
McFadden a commencé sa carrière en Ligue américaine de hockey avec les Bisons de Buffalo.

Il rejoignit les rangs de la LNH en 1946 avec les Red Wings de Détroit avec lesquels il gagna le trophée Calder en 1948.

Il quitta Detroit pour les Black Hawks de Chicago en 1951 où il joua ses derniers matchs en LNH, terminant sa carrière en 1957 avec les Stampeders de Calgary dans la Western Hockey League.

## Parenté dans le sport
Il est l'oncle du joueur de hockey Bill Mikkelson et le grand oncle du fils de Bill, Brendan .

## Statistiques
Pour les significations des abréviations, voir Statistiques du hockey sur glace.
| Saison     | Équipe                 | Ligue      |     | Saison régulière | Saison régulière | Saison régulière | Saison régulière | Saison régulière |    | Séries éliminatoires | Séries éliminatoires | Séries éliminatoires | Séries éliminatoires | Séries éliminatoires |
| Saison     | Équipe                 | Ligue      | PJ  | B                | A                | Pts              | Pun              | PJ               | B  | A                    | Pts                  | Pun                  |                      |                      |
| 1939-1940  | Buckaroos de Portland  | PCHL       |     | 2                | 1                | 3                | 6                | -                | -  | -                    | -                    | -                    |                      |                      |
| 1940-1941  | Buckaroos de Portland  | PCHL       |     | 20               | 14               | 34               | 37               | -                | -  | -                    | -                    | -                    |                      |                      |
| 1945-1946  | Sénateurs d'Ottawa     | LHSQ       | 30  | 25               | 32               | 57               | 57               | 9                | 1  | 8                    | 9                    | 6                    |                      |                      |
| 1946-1947  | Sénateurs d'Ottawa     | LHSQ       | 16  | 17               | 17               | 34               | 2                | -                | -  | -                    | -                    | -                    |                      |                      |
| 1946-1947  | Bisons de Buffalo      | LAH        | 31  | 19               | 15               | 34               | 10               | -                | -  | -                    | -                    | -                    |                      |                      |
| 1946-1947  | Red Wings de Détroit   | LNH        | -   | -                | -                | -                | -                | 4                | 0  | 2                    | 2                    | 0                    |                      |                      |
| 1947-1948  | Red Wings de Détroit   | LNH        | 60  | 24               | 24               | 48               | 12               | 10               | 5  | 3                    | 8                    | 10                   |                      |                      |
| 1948-1949  | Red Wings de Détroit   | LNH        | 55  | 12               | 20               | 32               | 10               | 8                | 0  | 1                    | 1                    | 6                    |                      |                      |
| 1949-1950  | Red Wings de Détroit   | LNH        | 68  | 14               | 16               | 30               | 8                | 14               | 2  | 3                    | 5                    | 8                    |                      |                      |
| 1950-1951  | Red Wings de Détroit   | LNH        | 70  | 14               | 18               | 32               | 10               | 6                | 0  | 0                    | 0                    | 2                    |                      |                      |
| 1951-1952  | Black Hawks de Chicago | LNH        | 70  | 10               | 24               | 34               | 14               | -                | -  | -                    | -                    | -                    |                      |                      |
| 1952-1953  | Blackhawks de Chicago  | LNH        | 70  | 23               | 21               | 44               | 29               | 7                | 3  | 0                    | 3                    | 4                    |                      |                      |
| 1953-1954  | Stampeders de Calgary  | WHL        | 37  | 27               | 28               | 55               | 16               | 18               | 10 | 12                   | 22                   | 4                    |                      |                      |
| 1953-1954  | Blackhawks de Chicago  | LNH        | 19  | 3                | 3                | 6                | 6                | -                | -  | -                    | -                    | -                    |                      |                      |
| 1954-1955  | Stampeders de Calgary  | WHL        | 56  | 31               | 34               | 65               | 36               | 8                | 5  | 4                    | 9                    | 7                    |                      |                      |
| 1955-1956  | Stampeders de Calgary  | WHL        | 64  | 23               | 37               | 60               | 26               | 8                | 4  | 4                    | 8                    | 4                    |                      |                      |
| 1956-1957  | Stampeders de Calgary  | WHL        | 9   | 3                | 5                | 8                | 8                | -                | -  | -                    | -                    | -                    |                      |                      |
| Totaux LNH | Totaux LNH             | Totaux LNH | 412 | 100              | 126              | 226              | 89               | 49               | 10 | 9                    | 19                   | 30                   |                      |                      |